# Municipio de Jackson (condado de Van Buren)
El municipio de Jackson (en inglés: Jackson Township) es un municipio ubicado en el condado de Van Buren en el estado estadounidense de Iowa. En el año 2010 tenía una población de 1059 habitantes y una densidad poblacional de 7,86 personas por km².

## Geografía
El municipio de Jackson se encuentra ubicado en las coordenadas 40°39′43″N 92°6′23″O / 40.66194, -92.10639. Según la Oficina del Censo de los Estados Unidos, el municipio tiene una superficie total de 134.75 km², de la cual 134,57 km² corresponden a tierra firme y (0,13 %) 0,18 km² es agua.

## Demografía
Según el censo de 2010, había 1059 personas residiendo en el municipio de Jackson. La densidad de población era de 7,86 hab./km². De los 1059 habitantes, el municipio de Jackson estaba compuesto por el 98,49 % blancos, el 0,09 % eran afroamericanos, el 0,38 % eran asiáticos, el 0,09 % eran isleños del Pacífico, el 0,19 % eran de otras razas y el 0,76 % eran de una mezcla de razas. Del total de la población el 3,12 % eran hispanos o latinos de cualquier raza.